# 萨里丁·阿布杜拉耶夫
萨里丁·阿布杜拉耶夫（1986年6月11日—），乌兹别克斯坦足球运动员，现在效力于中国足球超级联赛球队长春亚泰。

## 俱乐部生涯
阿布杜拉耶夫出道于乌兹别克斯坦豪门球队塔什干棉农，曾经代表球队在亚洲冠军联赛出场。2009年7月25日，中国足球超级联赛球队长春亚泰宣布租借阿布杜拉耶夫。10月5日，他在和河南建业的联赛中打进加盟球队的第一个进球，帮助长春队1比0击败对手。

## 国家队生涯
2008年6月22日，阿布杜拉耶夫在2010年世界杯亚洲区预选赛乌兹别克斯坦客场0比4不敌沙特阿拉伯的比赛中首发出场，这也是他唯一一次代表国家队出场。